# Bayerotrochus pyramus
Bayerotrochus pyramus (Bayer, 1967) é uma espécie de molusco gastrópode marinho da família Pleurotomariidae, nativa da região oeste do oceano Atlântico.

## Descrição
Bayerotrochus pyramus possui concha frágil de até pouco mais de 6 centímetros com a forma de turbante arredondado. Sua coloração é creme, com manchas amarelo alaranjadas. Interior da abertura fortemente nacarado. As espécies do gênero Bayerotrochus são geralmente mais frágeis, arredondadas e menos esculpidas em sua superfície do que os outros três gêneros viventes de Pleurotomariidae.[carece de fontes?]

## Distribuição geográfica
Esta espécie foi coletada na região oeste do oceano Atlântico, no Caribe, em profundidade de 648 metros (holótipo), sendo encontrada nas Pequenas Antilhas, em Guadalupe, Martinica e Santa Lúcia.